# Gabe Khouth
Gabe Khouth est un acteur canadien né le 22 novembre 1972[réf. nécessaire] à Vancouver (Colombie-Britannique) et mort le 23 juillet 2019 à Port Moody (Colombie-Britannique).

## Biographie
Il a fait ses débuts dans des séries télévisées telles que 21 Jump Street et MacGyver. En 1990, il est apparu dans le téléfilm « Il » est revenu, réalisé par Tommy Lee Wallace d'après le roman Ça de Stephen King.
Il est surtout connu pour son travail de doublage et pour son rôle du nain Atchoum (taille 1,57 m)  dans la série Once Upon a Time.

### Mort
Le 23 juillet 2019, Gabe Khouth aurait eu une crise cardiaque alors qu'il conduisait sa moto, entraînant sa mort.

## Filmographie

### Cinéma
- 1990 : Terminal City Rocket : Jim Glimore
- 1993 : The Lotus Eaters : Dwayne Spittle
- 1993 : Anything for Love (en) : Dan
- 1994 : Ernest Goes to School : Rodney
- 2004 : Feu sur l'île mystiqu : Dai
- 2006 : Barbie au bal des douze princesses : Felix
- 2008 : Un Noël plein de surprises : Otis
- 2013 : Les Zévadés de l'espace : Hazmat
- 2013 : Barbie et ses sœurs au club hippique : Albain
- 2015 : Barbie en super princesse : Bruce

### Télévision
- 1989 : Booker : Scott (1 épisode)
- 1990 : 21 Jump Street : Jeff (1 épisode)
- 1990 : MacGyver : Hector (1 épisode)
- 1990 : « Il » est revenu : Victor Criss
- 1990-1992 : Le Ranch de l'espoir (en) (Neon Rider) : Shaye et Benjie (4 épisodes)
- 1991-1993 : L'As de la crime : Robbert et Byron (2 épisodes)
- 1992 : Shame : Steve Hemingway
- 1996 : Hana Yori Dango : Susumu Makino
- 1996 : Millennium : un employé (1 épisode)
- 1997-1998 : Tortues Ninja : La Nouvelle Génération : Leonardo (26 épisodes)
- 1998 : Police Academy : Frederick Deaky (1 épisode)
- 1999 : Infinite Ryvius : Kreis Morate
- 2001-2002 : Mary-Kate and Ashley in Action! : voix additionnelles (4 épisodes)
- 2002 : Coroner Da Vinci : Glen Paul (1 épisode)
- 2002-2003 : Gundam SEED : Nicol Amarfi (48 épisodes)
- 2005 : Andromeda (1 épisode)
- 2006 : Saved : Drake (1 épisode)
- 2006 : La Fille du Père Noël : l'elfe Skip
- 2006-2007 : Psych : Enquêteur malgré lui : Jemison et Luke Bauer (2 épisodes)
- 2007-2008 : Gundam 00 : Saji Crossroad (19 épisodes)
- 2009 : La Fille du Père Noël 2 : Panique à Polaris : l'elfe Skip
- 2009-2012 : Hot Wheels Battle Force 5 : Spinner Cortez et Quardian (54 épisodes)
- 2011-2014 : Once Upon a Time : Atchoum ou M. Clark (26 épisodes)
- 2012 : Supernatural : Lester Young (1 épisode)
- 2012 : Fringe : Hastings (2 épisodes)
- 2013 : Motive : Clive le boucher (1 épisode)
- 2014 : Rogue : le portier (2 épisodes)
- 2015 : Profession Père Noël : Mario
- 2018 : Les Désastreuses Aventures des orphelins Baudelaire : Lou (1 épisode)

### Jeu vidéo
- 2003 : CSI: Crime Scene Investigation : Jack Riley
- 2004 : Battle Assault 3: Featuring Mobile Suit Gundam Seed : Nicol Amalfi
- 2008 : Dynasty Warriors: Gundam 2 : Noa Hathaway
- 2010 : Dead Rising 2 : Johnny James
- 2011 : Dead Rising 2: Off the Record : Johnny James et Evan MacIntyre